# لقاح التسوس

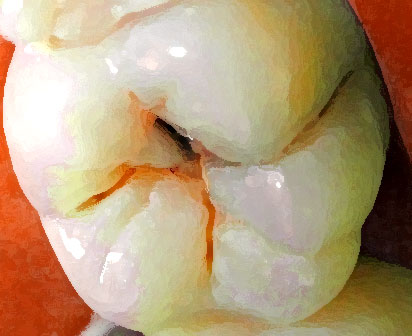
تسوس الأسنان

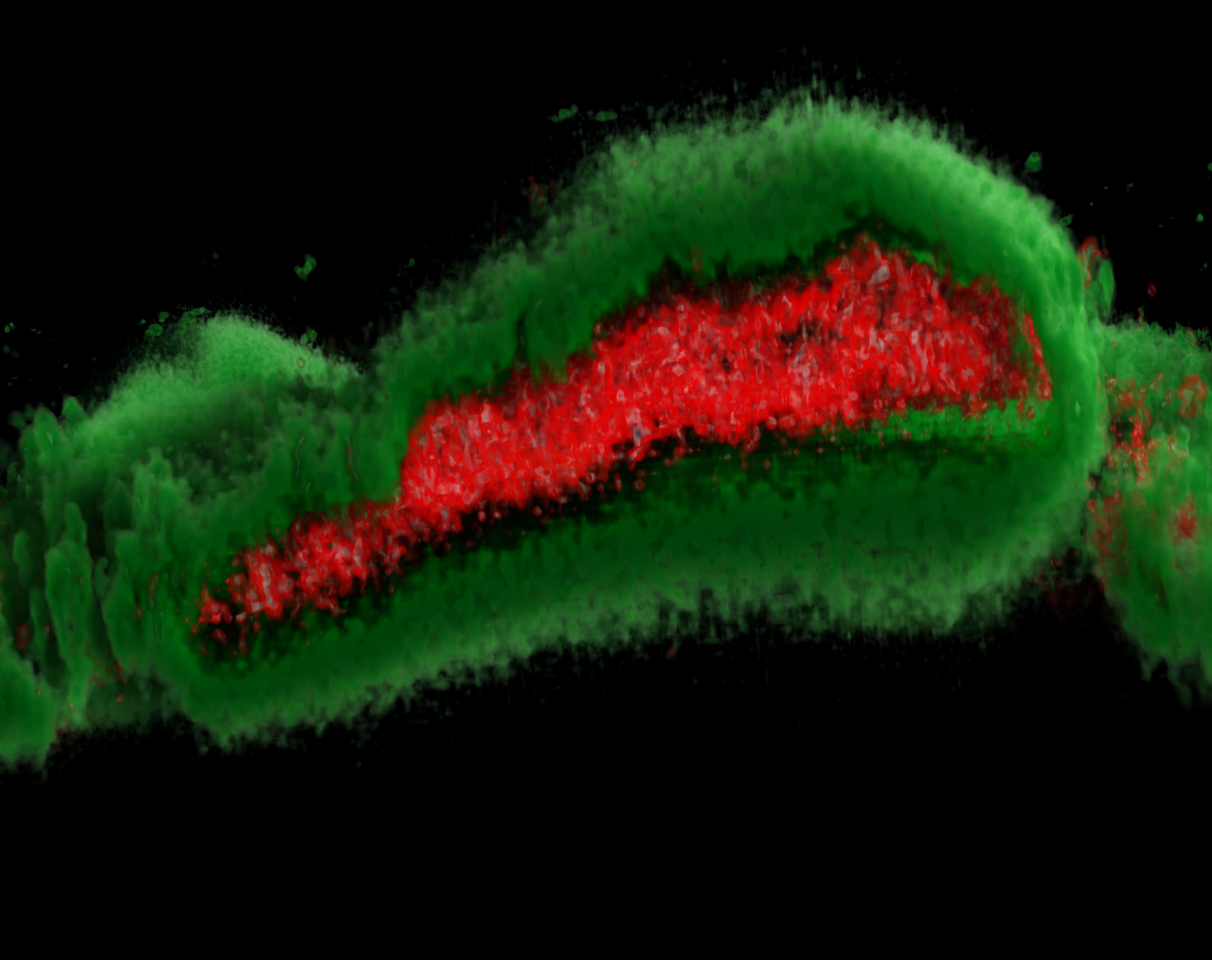
مستعمرات بكتيريا موتاناس العقدية

لقاح التسوس هو لقاح مخصص لتجنب حدوث تسوس الأسنان.
وقد تم تحديد أن بكتيريا موتاناس العقدية هي عامل هام في حدوث تسوس الأسنان في البشر، ولذلك فقد تم تطوير العديد من اللقاحات في مراكز البحوث.
وقد استغرق تطوير لقاحات التسوس أكثر من 30 عاماً، حيث تمت تجربة لقاح التسوس على الحيوانات في عام 1972م في انجلترا ثم بدأت تجربته على البشر بعد فترة قليلة من ذلك. ولكن الصعوبات الداخلية في تنفيذه وكذلك عدم وجود مصالح اقتصادية قوية من إطلاقه تسبب في عدم طرحه في الأسواق.

## محاولات استخدام الأجسام المضادة
وقد اتبعت المحاولات المبكرة نهجاً تقليدياً للتطعيمات حيث تم استخدام البكتيريا العقدية الطبيعية إلى الجسم لتعزيز تفاعل الجهاز المناعي، مما يحفز إنتاج الأجسام المضادة.
طورت مؤسسة الكوكب للتكنولوجيا الحيوية أجسام مضادة اصطناعية ضد بكتيريا موتاناس العنقودية وتم تسميتها بالكاروركس، حيث تم استخلاصها من نباتات التبغ المحلية المعدلة وراثياً. ويمكن اعتبار هذا المنتج لقاح علاجي يطبق مرة واحدة كل عدة أشهر، وهو في المرحلة الثانية من التجارب السريرية منذ أكتوبر عام 2007م.
وأعلنت الرابطة الدولية لأبحاث طب الأسنان والجمعية الأمريكية لأبحاث الاسنان دراسة أجرتها الاكاديمية الصينية للعلوم التي نظرت في استخدام لقاح إستنشاقي يستخدم خيوط بروتينية كوسيلة توصيل. كما أظهرت نتائج المحاولات التي أجريت على الفئران زيادة في استجابة الأجسام المضادة بالإضافة إلى انخفاض كمية المكورات العقدية المتمسكة بالأسنان، مما أدى إلى تجاويف أسنان أقل بكثير بين السكان الذين تعرضوا للاختبار.

## محاولات استخدام العلاج البديل
وعلى خط مختلف من الأبحاث، طور جيفري هيلمان من جامعة فلوريدا سلالة معدلة جينياً من البكتيريا المكورة العقدية موتاناس وأسماها ( BCS3-L1) وهي غير قادرة على إنتاج حمض اللاكتيك حيث أن هذا الحمض هو المسئول عن إذابة ميناء الأسنان ومهاجمة البكتيريا المفيدة.
اكتسبت الفئران التي حقنها باللقاح المعدل جينياً في المختبرات مناعة طوال الحياة ضد التسوس، حيث تستعمر ال(BCS3-L1) الفم وتفرز كمية صغيرة من اللانتيبيوتك والذي يدعى (MU1140) مما يسمح له بالتنافس مع البكتيريا موتاناس المسببة للتسوس.
واقترح هيلمان أن تطبيق المصل على البشر قد يوفر لهم حماية مدى الحياة من التسوس أو في أسوأ الأحوال قد يحتاج إلى إعادة تطبيقه على فترات منتظمة ليستمر مفعوله.
أضاف هيلمان أن العلاج سيكون متوافراً في عيادات أطباء الأسنان وأنه سيكلف أقل من 100 دولار، تم تطوير العلاج بواسطة أوراجينكس ولكن تمت أرشفته في عام 2014 مشيراً إلى المخاوف التنظيمية وقضايا البراءات، وتلقت أوراجينكس في عام 2016 براءة اختراع ل17 عام.
تهاجر سلالات البكتيريا موتاناس في حالات نادرة إلى الدم، مما قد يتسبب في حدوث عدوى خطيرة في القلب، ومن غير الواضح كيف يمكن أن يتسبب المصل ( BCS3-L1) في حدوث نفس الشيء.
وتتبع باسف نهج آخر حيث ركزت على استبدال البكتيريا المفيدة بمجموعة متنوعة يطلق عليها اسم ل-المضادة للتسوس والذي يمنع بكتيريا موتاناس العقدية من الارتباط بمينا الأسنان. ومع ذلك فإنه ليس تطعيماً على المدى البعيد لأنه لم تبذل أي محاولة للحصول على الاكتفاء الذاتي من ل-مضاد التسوس. والمقصد هو أنه سيتم سد النقص من ل-مضاد التسوس في العديد من الأماكن بواسطة مضغ علكة تحتوي على المركب.
بدأت جامعة ليدز أيضاً البحث عن البيبتيد المكتشف الحديث والذي يعرف باسم ( P11-4). عند تعريض هذا البيبتيد لتجويف في الأسنان وتمت ملامسته اللعاب قام بتجميع نفسه في مصفوفات ليفية ثم بدأ في اجتذاب الكالسيوم مما سمح للأسنان بتجديد نفسها. وقد قامت شركة كريدنتيس التي تتخذ من سويسرا مقراً لها بترخيص الببتيد وأطلقت منتجاً يدعى إصلاح الكورودنت في الاسواق في عام 2013م. وأظهرت الدراسات الحديثة تأثيراً إيجابياً له.

## لقاحات الحمض النووي
امتلك نهج لقاحات الحمض النووي لتجويف الأسنان تاريخاً من النجاح في النماذج الحيوانية. ومن المرجح أن تكون لقاحات تجويف الأسنان موجهة إلى المكونات الرئيسية لإستعمار بكتيريا موتاناس العقدية، وتم تعزيز هذه اللقاحات بواسطة المساعدة الآمنة والفعالة ووسائل الإيصال المثالية.

## العلاج بواسطة آكلات البكتيريا
وقد اعتبر استخدام آكلات البكتيريا المعوية البرازية نوعاً من أنواع علاج التسوس، لأنها قادرة على الحفاظ على الإستقرار المستمر في اللعاب البشري.